# Chóra (Amorgós)
Pour les articles homonymes, voir Chóra (homonymie).
Chóra (en grec moderne : Χώρα) ou Amorgós (Αμοργός), est un village sur l'île d'Amorgós, dans les Cyclades, en Grèce.
Selon le recensement de 2011, la population du village compte 397 habitants.